# Генрик Грут
Генрик Грут (пол. Henryk Gruth; нар. 2 вересня 1957, Руда-Шльонська) — польський хокеїст, що грав на позиції захисника. Грав за збірну команду Польщі.

## Ігрова кар'єра
Професійну хокейну кар'єру розпочав 1978 року.
Протягом професійної клубної ігрової кар'єри, що тривала 16 років, захищав кольори команд ГКС (Катовиці), ГКС (Тихи) та ЦСК Лайонс. У складі польських клубів відіграв 628 матчів та закинув 134 шайби.
У складі національної збірної Польщі провів 248 матчів (54+109); учасник 17-х чемпіонатів світу, чотири рази брав участь в зимових Олімпіадах 1980, 1984, 1988 та 1992 років. У збірній його партнерами були Генрик Янішевський та Анджей Словакевич.
Член Зали слави ІІХФ з 2006.

## Тренерська кар'єра
З 1996 розпочав кар'єру тренеру, очоливши німецький клуб другої Бундесліги «Зальцгіттер».
Асистент головного тренера клубу ЦСК Лайонс у 2003—2006 та з 2010. З 2006 по 2015 очолював молодіжний склад, а з 2017 юнацьку команду ЦСК Лайонс.